# Santé Vie
Santé Vie est une chaîne de télévision thématique française consacrée à la santé, lancée le 31 mai 2000 et disparue le 1er décembre 2003.

## Histoire
La chaîne est fondée en 2000 par Jean-François Lemoine et est conventionnée le 31 mai 2000 par le CSA. Il s'agit d'une chaîne diffusée sur le bouquet Canal+ et plusieurs réseaux câblés, partagée en deux tranches horaires distinctes :
- 9 h à 23 h destinée au grand public ;
- 23 h à 1 h du matin, réservée aux professionnels de la santé.

Santé Vie fait d'abord partie du groupe Lagardère Active (81,4 % du capital) et est présidée par Jérôme Bellay, avec un budget annuel estimé à 4,5 millions d'euros. Mais les audiences quasi nulles de la chaîne ont conduit Lagardère à vendre ses parts en juillet 2002. Marcel Ichou, un médecin à la tête d'un groupe de professionnels de la santé, reprend alors les commandes de l'antenne, puis fait rapidement appel à Patrick Chêne pour redresser la chaîne, lançant alors plusieurs nouveaux programmes pour redynamiser Santé Vie, en faisant appel notamment à Claude Sérillon, avec même un projet de changement de nom. Cela n'a pourtant pas empêché la chaîne de cesser d'émettre dès le 1er septembre 2003.

## Organisation

### Dirigeants
Président-Directeurs Généraux :
- Jérôme Bellay : du 31 mai 2000 à juillet 2002 ;
- Marcel Ichou : de juillet 2002 au 1er septembre 2003.

### Capital
Santé Vie dispose d'un budget annuel estimé à 4,5 millions d'euros et appartient à 81,4 % au groupe Lagardère Active. En juillet 2002, la chaîne est rachetée par un groupe de professionnels de la santé présidé par Marcel Ichou.

### Animateurs
- Edwige Antier
- Patrick Chêne
- Fabienne Kraemer
- Brigitte Milhau
- Jacques Pradel
- Claude Sérillon
- Brigitte Simonetta
- Gérard Vives
- Edith Simonnet
- Caroline Thompson
- Caroline Dublanche
- Karen Cheryl

## Programmes

### Émissions
- Femmes Enfants : émission présentée par Jacques Pradel, Edwige Antier et Brigitte Simonetta.
- C'est mon poids : émission inspirée de l'émission de télé réalité Big Diet et présentée par Fabienne Kraemer.
- Associations de Bienfaiteurs : émission présentée par Patrick Chêne.
- Bistouri et Compagnie : émission présentée par Claude Sérillon

## Identité visuelle

Logo de Santé Vie du 31 mai 2000 au 1 septembre 2003

## Diffusion
La chaîne est diffusée sur le bouquet satellite Canal+ et sur les opérateurs de câble Lyonnaise Câble, à partir de 2001 CGV et France Télécom Câble.